# Тихая бухта (Крым)
Бухта Тихая — бухта в Крыму, между Коктебелем и Феодосией, ограничена Пятым мысом и мысом Лагерным. С севера бухту ограничивает хребет Биюк-Янышар. Сама бухта находится в Коктебельском заливе и открыта на юг. Ширина бухты около 2,5 км, вдаётся в сушу на 0,7 км. Песчаные пляжи расположены в западной половине бухты. Их протяжённость составляет 1,6 км. В восточной части бухты берег скалистый с небольшими галечниковыми пляжами. Бухта соседствует с бухтой Провато и Мёртвой бухтой.

## Пляж

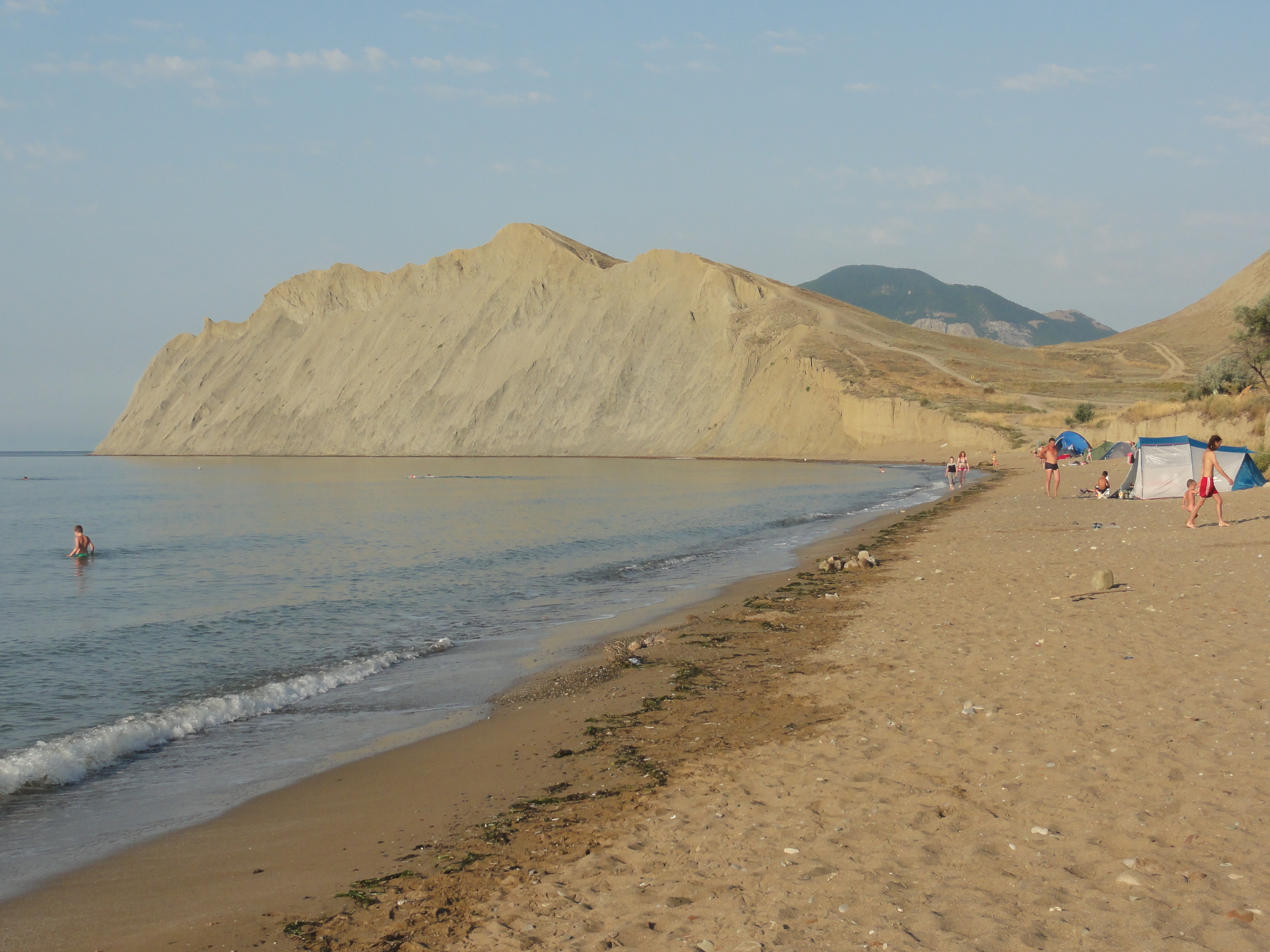
Западная часть пляжа в бухте Тихая, у мыса Лагерного (Хамелеона)

Песчаный пляж бухты Тихой — известное и популярное место отдыха в Крыму среди автотуристов и неорганизованных «диких» туристов. Сюда легко добраться, от посёлка Коктебель до пляжа всего 3 км грунтовой автодороги. Глубины у пляжа нарастают постепенно, дно песчаное. Источников пресной воды поблизости не имеется.